# Утро койота
Утро койота — польский фильм-комедия режиссёра Олафа Любашенко, выпущенный в 2001 году.
Фильм, хотя и является совершенно иным сюжетом, чем предыдущий фильм Любашенко, Парни не плачут, снят в аналогичном духе с участием многих актёров, фигурирующих в предыдущем фильме.

## Сюжет фильма
Две сестры — Ноэми и Доминик — на первый взгляд полностью противоположны. Ноэми — известная певица, а Доминика — замкнутая, далеко не красавица. Автор комиксов, Куба (Мачей Штур), приходит на вечеринку, организованную матерью и отчимом обеих сестёр, в качестве официанта. Он случайно знакомится с Ноэми, оба влюбляются друг в друга, хотя он даже не знает, что она — знаменитость. В то же время чёрные тучи начинают собираться над головой бывшего приятеля Ноэми — кинопродюсера Бриллианта (Михал Милович). Бриллиант должен местному бандиту Дикому (Януш Юзефович) значительную сумму денег, которую он намеревался получить, женившись на известной певице. Когда его бросили, он пытается добыть деньги другим способом — путём свадьбы… с Доминикой. Кроме того, у Кубы тоже не всё складывается: кроме враждебного отношения со стороны Бриллианта, отчим Ноэми — президент крупной компании Стефан (Тадеуш Хук), не слишком обременённый моральными нормами, вовсе не рад отношениям падчерицы с рисователем комиксов.

## В ролях
- Мацей Штур — Куба
- Каролина Росиньска — Ноэми
- Михал Милович — Бриллиант
- Тадеуш Хук — Стефан
- Магдалена Куморек — Доминика
- Томаш Дедек — Маленький
- Роман Бугай — Челюсть
- Януш Юзефович — Дикий
- Эдуард Линде-Любашенко — Кшиштоф Яжина из Щецина
- Томаш Байер — Седой
- Анджей Нейман — Витек
- Патриция Дурска — Каська, подруга Ноэми
- Малгожата Садовска — «Обычная», ещё одна невеста Бриллианта
- Стефан Фридманн — режиссёр боевиков
- Леон Немчик — сенатор Поляк
- Дариуш Кордек — Мариано Итальяно
- Славомир Сулей — телохранитель Горилла
- Томаш Саприк — телохранитель Марек
- Куба Сенкевич — доктор Любич
- Агнешка Влодарчик — медсестра
- Славомир Пачек — участник кастинга
- Кшиштоф Крупиньски — официант, меняющий золотые дверные ручки
- Томаш Иван — мужчина в баре «У Здзиха»
- Марек Новаковски — Альфонс
- Михал Коганяну — Альфонс
- Гжегож Скшеч — повар
- Ежи Коласа — повар
- Ярослав Якимович — Макс
- Артур Гло — Мажордом
- Дорота Горяинов — Долорес
- Александра Киселевская — мать Ноэми и Доминики
- Филипп Зильбер — психоаналитик
- Магдалена Мазур — блондинка Макса
- Магдалена Чарторйская — журналистка
- Рышард Адамус — диджей
- Славомир Малышко — оператор
- Гжегож Ковальчик — организатор концертов Ноэми
- Катаржина Буякевич — блондинка в баре
- Дариуш Бискупский — «Лысый»
- Катарина Баргеловска — Эсмеральда (в фильме ужасов)